# Nateglinida
Nateglinida (INN, Starlix®) es un agente antidiabético para el tratamiento de diabetes de tipo 2 desarrollado por la empresa suiza Novartis. Pertenece a la clase de las meglitinidas de los fármacos hipoglicemiantes.

## Farmacología
Nateglinida disminuye la glucemia por estimulación de la liberación de insulina desde el páncreas. Lo hace cerrando el canal de potasio dependiente de ATP en la membrana de las células β. Esta despolariza las células beta y provoca la apertura de los canales de calcio dependientes de voltaje. El influjo resultante de calcio induce la fusión de las vesículas insulínicas con la membrana celular y secreción de insulina.

## Dosis
Nateglinida viene en tabletas de 60 mg y 120 mg.